# Stefan Savić
Stefan Savić (Mojkovac, 1991. január 8.) montenegrói válogatott labdarúgó, a Trabzonspor játékosa. Szerepelt már az angol Manchester Cityben, az olasz Fiorentinában és a spanyol Atletico Madrid csapatában is. Posztját tekintve hátvéd.

## Életpályája
Ifiként
Savić előbb a Brskovo ifi csapatában szerepelt, de itt csak egy évet maradt. 2007-ben ugyanis átkerült a BSK Borča akadémiájára. Két évre rá, hogy a BSK Borča akadémiájához igazolt, 2009-ben a BSK Borča felnőtt csapata szerződést kötött vele.
BSK Borča
Savić a szerb bajnokság 2. fordulójában kapott először lehetőséget a bizonyításra a felnőttek között, a Borac Čačak csapata ellen léphetett pályára először. Azonban nem játszott fényesen, csapata 2-0-s vereséget szenvedett. Ezután a 10. fordulóban kapott újra lehetőséget, a Rad Belgrad ellen léphetett újra pályára. A győzelem ekkor sem sikerült, de legalább egy pontot szereztek. Savić ezután folyamatosan a kezdőcsapat része volt, Szerbia egyik legnevesebb klubja, a Partizan Belgrad csaknem 300 ezer euróért megvásárolta az ekkor még csak 19 éves védőt.
Partizan Belgrad
Savić 2010-ben 300 ezer euróért igazolt Belgrádba. Belgrádban ismét remekül teljesített, megkóstolhatta a Bajnokok Ligáját is, mivel a Partizan a 2010/2011-es Bajnokok Ligájában a csoportkörbe is bejutott, ám az angol Arsenal, az ukrán Sahtar és a portugál Braga ellen nem volt sok esélyük. Hat mérkőzés, hat vereség, így végzett a szerb csapat. Savić a következő évben ismét váltott, ám már nem apró pénzért, a Manchester City 12 millió euróért vette meg a montenegrói védőt.
Manchester City
A következő évben ismét szerepelhetett a Bajnokok Ligájában, de ismét nem jutottak túl a csoportkörön. Az olasz Napoli, a német Bayern München és a spanyol Villarreal ellen kellett megvívniuk. Sajnos nem sikerült, a németek és az olaszok örülhettek. A harmadik helyért nem volt küzdelem, a City simán a harmadik lett, és ezzel az Európa Ligába folytathatták. A Porto csapatát simán verték (6-1), de a szintén portugál Sporting ellen már alulmaradtak, mivel a portugálok idegenben lőtt több góllal továbbjutottak. Savić nem lett kezdő játékos Manchesterben, ismét váltott.
Fiorentina
2012-ben a Manchester City és a Fiorentina megállapodtak, hogy míg az angolok odaadják a montenegrói Savićot, és még mellé 15 millió eurót, az olaszok cserébe odaadják a szerb Matija Nastasicot. Savić megtalálta reményeit a violáknál, három évig játszott Olaszországban, ezalatt több mint 100 mérkőzésen léphetett pályára. 2015-ben a spanyol Atletico Madridhoz igazolt, nem kevesebb mint 25 millió euróért.
Atletico Madrid
A matracosok 2020-ig kötöttek vele szerződést, a spanyol csapat 25 millió eurót sem sajnált érte.
Trabzonspor
2024. július 24-én a török Trabzonspor szerződtette.

## Sikerei, díjai
- BSK Borča
  - Szerb másodosztály bajnok: 2008–2009

- FK Partizan 
  - Szerb bajnok: 2010–2011
  - Szerb kupa: 2010–2011

- Manchester City
  - Angol bajnok: 2011–2012
  - Angol szuperkupa: 2012

- Atlético Madrid
  - Spanyol bajnok: 2020–2021
  - Európa-liga: 2017–2018
  - UEFA-szuperkupa: 2018